# Reelsen

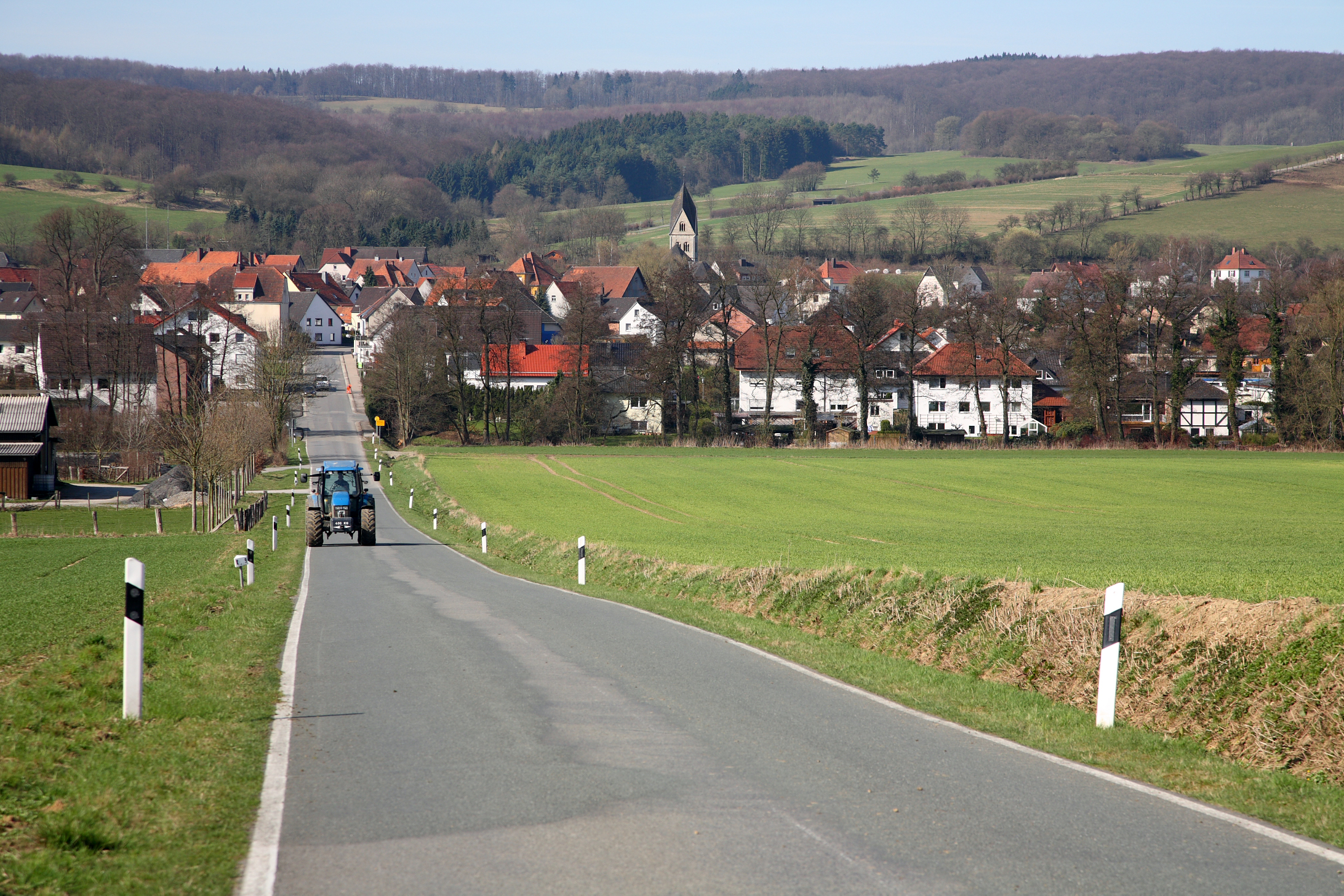
Reelsen, Blick aus östlicher Richtung

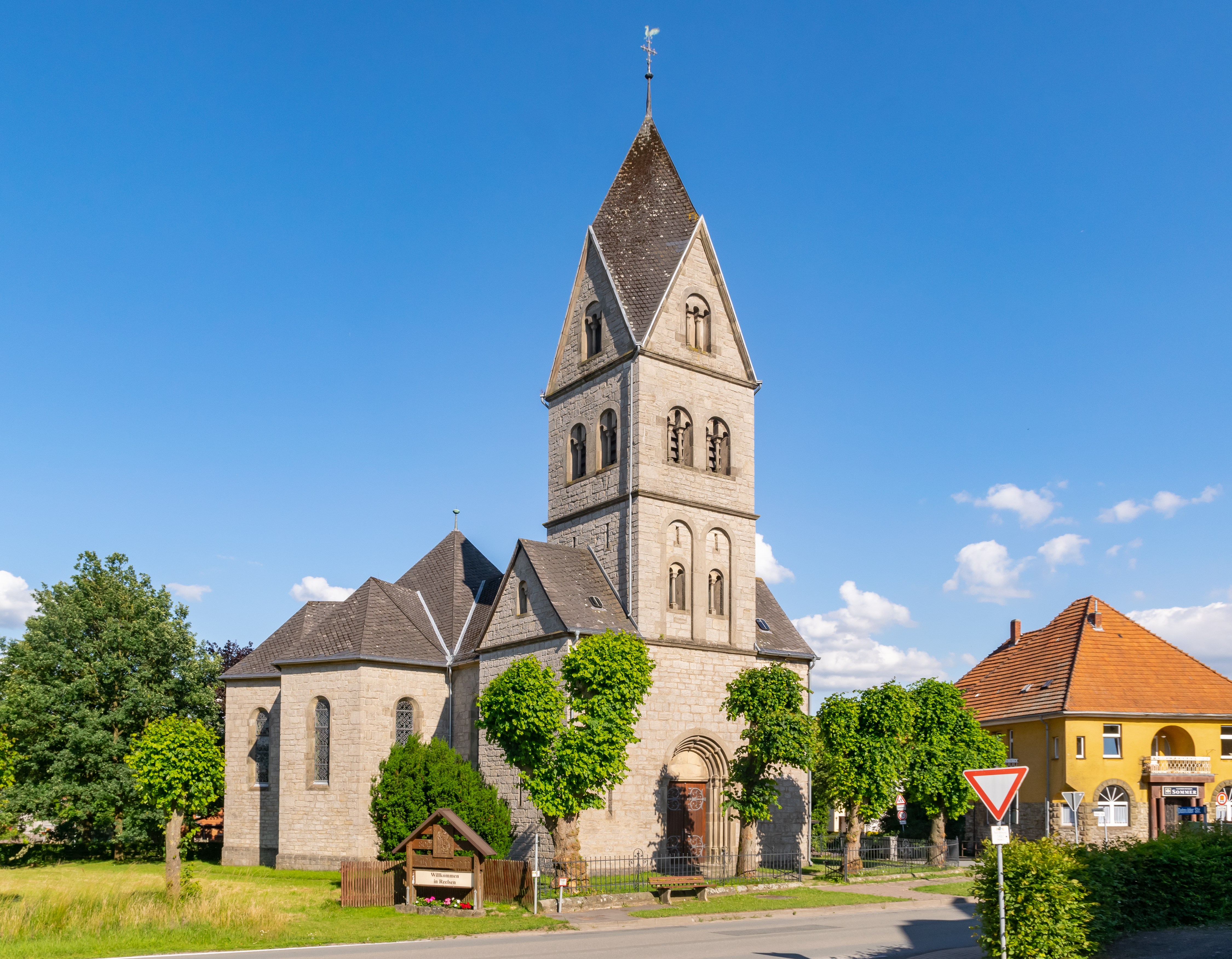
St.-Martinus-Kirche

Reelsen in Nordrhein-Westfalen ist heute ein Stadtteil der Stadt Bad Driburg, Kreis Höxter im Regierungsbezirk Detmold.

## Geografie

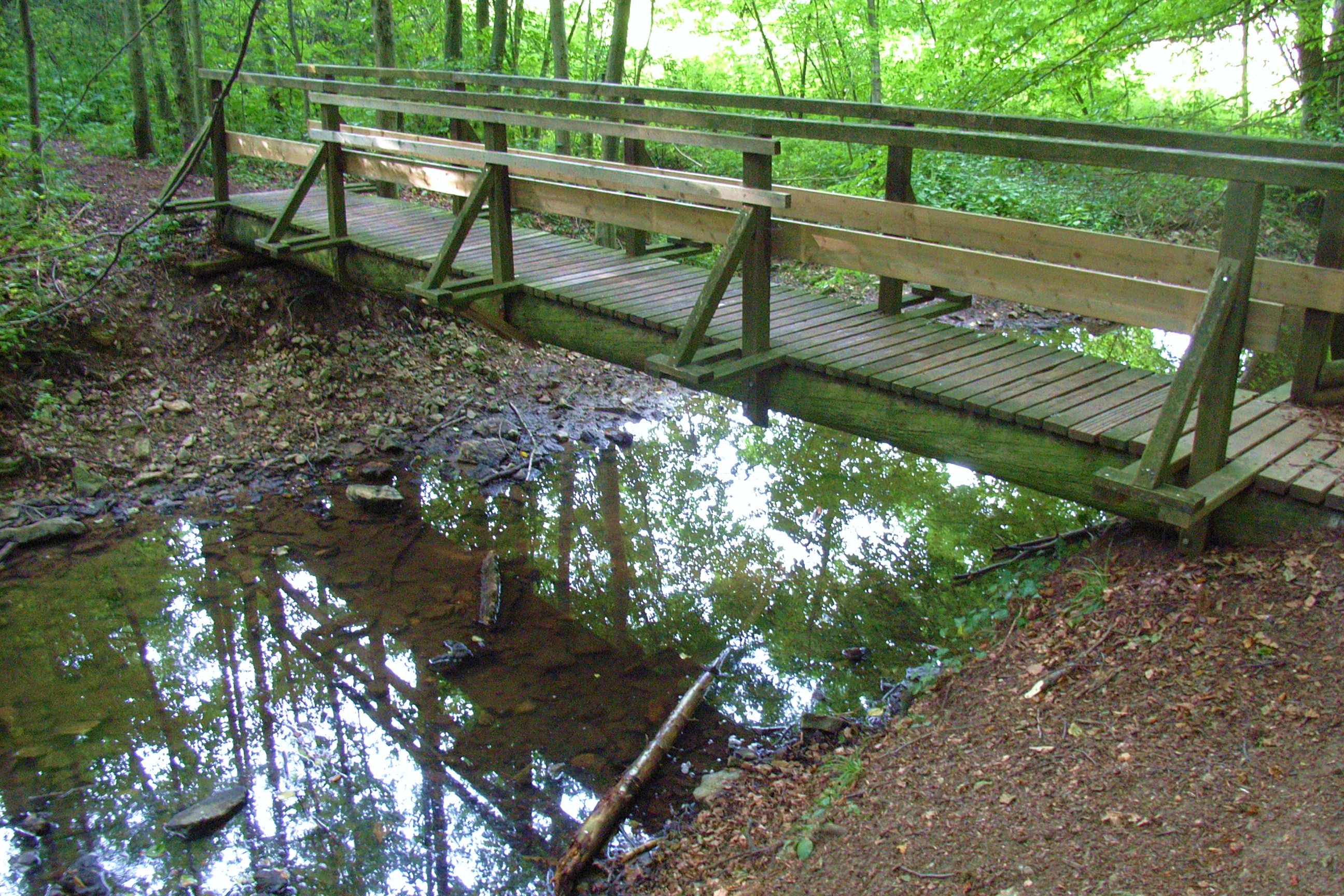
Holzbrücke über die Aa südlich von Reelsen

Reelsen liegt auf ungefähr 220 m Höhe über NN ca. 3 km nördlich von Bad Driburg und wird weiterhin von den Ortschaften Alhausen, Bad Hermannsborn, Bembüren, Merlsheim und Langeland umgeben.
Naturräumlich gehört Reelsen bereits zum Sandebecker Hügelland im östlichen Egge-Vorland des Niedersächsischen Berglandes.
Im Osten Reelsens fließt der Bach Aa an dem Dorf vorbei, welcher bei Brakel in die Nethe mündet.
Reelsen liegt am östlichen Fuß des Eggegebirges und wird im Uhrzeigersinn vom Reelsener Berg (260 m), Hoppenberg (350 m), Nackenberg (300 m), Rusterberg (260 m), Kreuzberg (297 m), Kampe-Schöneberg (292 m), Meeberg (325 m) und Kronenrücken (292 m) eingeschlossen.

## Geschichte
Steinzeitliche Funde wie zum Beispiel zwei jungsteinzeitliche Äxte und Hügelgräber aus der Bronzezeit im Bereich von Reelsen und näherer Umgebung belegen, dass die Gegend seit 7000 Jahren bewohnt ist.
Reelsen wird erstmals 1197 in einer Urkunde dreier Ritter aus der Nähe von Peckelsheim im Rahmen der Kreuzzüge erwähnt. Der Ort gehörte bis zu den Napoleonischen Kriegen zur Vogtei Driburg im Hochstift Paderborn. Im Königreich Westphalen bildete Reelsen von 1807 bis 1813 eine Gemeinde im Kanton Driburg des Distrikts Höxter im Departement der Fulda und fiel dann an Preußen. 1816 kam die Gemeinde zum neuen Kreis Brakel und 1832 zum Kreis Höxter, in dem sie zum Amt Driburg gehörte.
Von 1861 bis 1864 wurde durch Reelsen die Eisenbahn gebaut, wobei gleichzeitig der Reelsener Tunnel durchbrochen und Straßendurchbruch über den Reelsener Berg mit dem Reelsener Kreuz geschaffen wurde. 1908 wurde bei Langeland die Straße über den 427 m hohen Rehberg nach Altenbeken fertiggestellt. Im gleichen Jahr erhielt Reelsen eine Wasserleitung und 1923 gab es erstmals elektrisches Licht.
Am 1. Januar 1970 wurde Reelsen durch das Gesetz zur Neugliederung des Kreises Höxter in die Stadt Bad Driburg eingegliedert. 1997 fand eine große 800-Jahr-Feier statt.

## Einwohnerentwicklung
| Jahr | Einwohner |
| ---- | --------- |
| 1354 | ca. 120   |
| 1840 | 300       |
| 1875 | 376       |
| 1900 | 407       |
| 1914 | 411       |
| 1923 | 450       |
| 1930 | 460       |
| 1939 | 488       |

| Jahr | Einwohner |
| ---- | --------- |
| 1950 | 676       |
| 1961 | 608       |
| 1968 | 662       |
| 1980 | 739       |
| 1990 | 746       |
| 1996 | 832       |
| 2000 | 800       |
| 2007 | 861       |

| Jahr | Einwohner |
| ---- | --------- |
| 2008 | 831       |
| 2009 | 842       |
| 2010 | 830       |
| 2011 | 823       |
| 2012 | 777       |
| 2016 | 789       |
| 2019 | 778       |

 2016.

## Verkehr
An Reelsen vorbei läuft die Bahnstrecke Altenbeken–Kreiensen. Der 1905 geschaffene Haltepunkt Reelsen am Bembürener Weg wurde jedoch nur bis 30. Mai 1987 bedient; das Postengebäude wurde 1983 abgebrochen. Der nächste Bahnhof ist in Bad Driburg, der nächste Fernbahnhof ist der ungefähr 8 km entfernte Bahnhof Altenbeken.
Die Regionalbuslinie 576 verbindet Reelsen wochentags stündlich mit Bad Driburg sowie dem Ortsteil Sandebeck der Stadt Steinheim mit einzelnen Anschlüssen nach Steinheim. Einzelne Fahrten der Linie 575 (Nieheim – Bad Driburg) führen ebenfalls über Reelsen.
Reelsen liegt an der L954 nach Detmold. Die nächste Fernverkehrsstraße ist die B64 zwischen Paderborn und Höxter, Autobahnanschlüsse sind westlich in 30 km Entfernung zur A33 – Paderborn/Zentrum und 35 km südlich zur A44 – Diemelstadt. Der nächste Flughafen ist mit ungefähr 45 km Entfernung der Flughafen Paderborn/Lippstadt.

## Kirche
Die örtliche, katholische Kirche St. Martinus Reelsen gehört zur Pfarrgemeinde Mariä Himmelfahrt, Pömbsen des Pastoralverbundes Bad Driburg.
St. Martinus wurde am 2. Juli 1911 geweiht.

## Bildung
- Der Standort der Gemeinschaftsgrundschule Pömbsen-Reelsen in Reelsen wurde in der zweiten Hälfte des Jahres 2009 aufgegeben und nach Pömbsen verlegt. Die nächste Grundschule ist jetzt in Bad Driburg.
- Nach Um- und Ausbau des alten Schulgebäudes wurde dort im Jahr 2009 die Kindertageseinrichtung „Löwenzahn“ eröffnet. Träger der Einrichtung ist die Stadt Bad Driburg, es wird auch eine Ganztags-Kinderbetreuung angeboten.[11]

## Vereinsleben
- Katholische Frauengemeinschaft Reelsen
- Schützenbruderschaft „St. Martinus Reelsen 1681“ e. V. mit Schießsportgruppe
- Heimatverein Reelsen e. V. mit Theatergruppe Reelsen
- Blaskapelle Reelsen e. V.
- Jugendausbildungsorchester Reelsen e. V.
- Sportverein Blau-Weiß Reelsen e. V.
- Freiwillige Feuerwehr
- Reit und Fahrverein, Voltigieren St. Martin Reelsen

## Sehenswürdigkeiten
- St.-Martinus-Kirche
- Schloss Reelsen, erbaut 1871 für die Grafen von Oeynhausen
- Backhaus
- Heimkehrerkreuz
- Gebäude „Alte Schmiede“ aus dem 17. Jahrhundert
- Altes Schulgebäude von 1856 (bis 1931 genutzt)
- Reelsener Kreuz auf dem Reelsener Berg, 1863 von Landrat Freiherr von Metternich gestiftet
- Reelsener Tunnel durch den Reelsener Berg
- mehrere Hügelgräber nördlich und westlich von Reelsen

## Jährliche Veranstaltungen
- Frühjahrskonzert der Blaskapelle (ca. 3 Wochen vor Ostern)
- Schützenfest der St. Martinus Schützenbruderschaft zwei Wochen nach Pfingsten
- Theateraufführung der Reelser Theatergruppe in der Schützenhalle Im November
- Sportlerfrühstück am 1. Mai.
- Sportfest im Juli
- St. Martins-Umzug am Samstag nach dem 11. November